# Rua Serpa Pinto
La rue Serpa Pinto (en portugais : Rua Serpa Pinto) est une rue du quartier de Plateau à Praia au Cap-Vert.

## Présentation
La rue est l'une des principales artères du centre-ville.
Anciennement nommée Rua do Lencastre en l'honneur du gouverneur portugais du début du XIXe siècle, António Lencastre, elle a été rebaptisée en l'honneur d'Alexandre de Serpa Pinto, administrateur colonial portugais. 
Elle s'étend du sud au nord dans la partie centrale du Plateau, parallèlement à la Rua 5 de Julho et à l'Avenida Andrade Corvo. 
Elle forme la bordure orientale de la Praça Alexandre Albuquerque et le côté ouest de la Praça Luís de Camões.

## Bâtiments de la rue
Les bâtiments remarquables de la rue:
- Palais présidentiel
- Pro-cathédrale Notre-Dame-de-Grâce de Praia
- Escola Grande
- Igreja do Nazareno
- Liceu Domingos Ramos

## Galerie

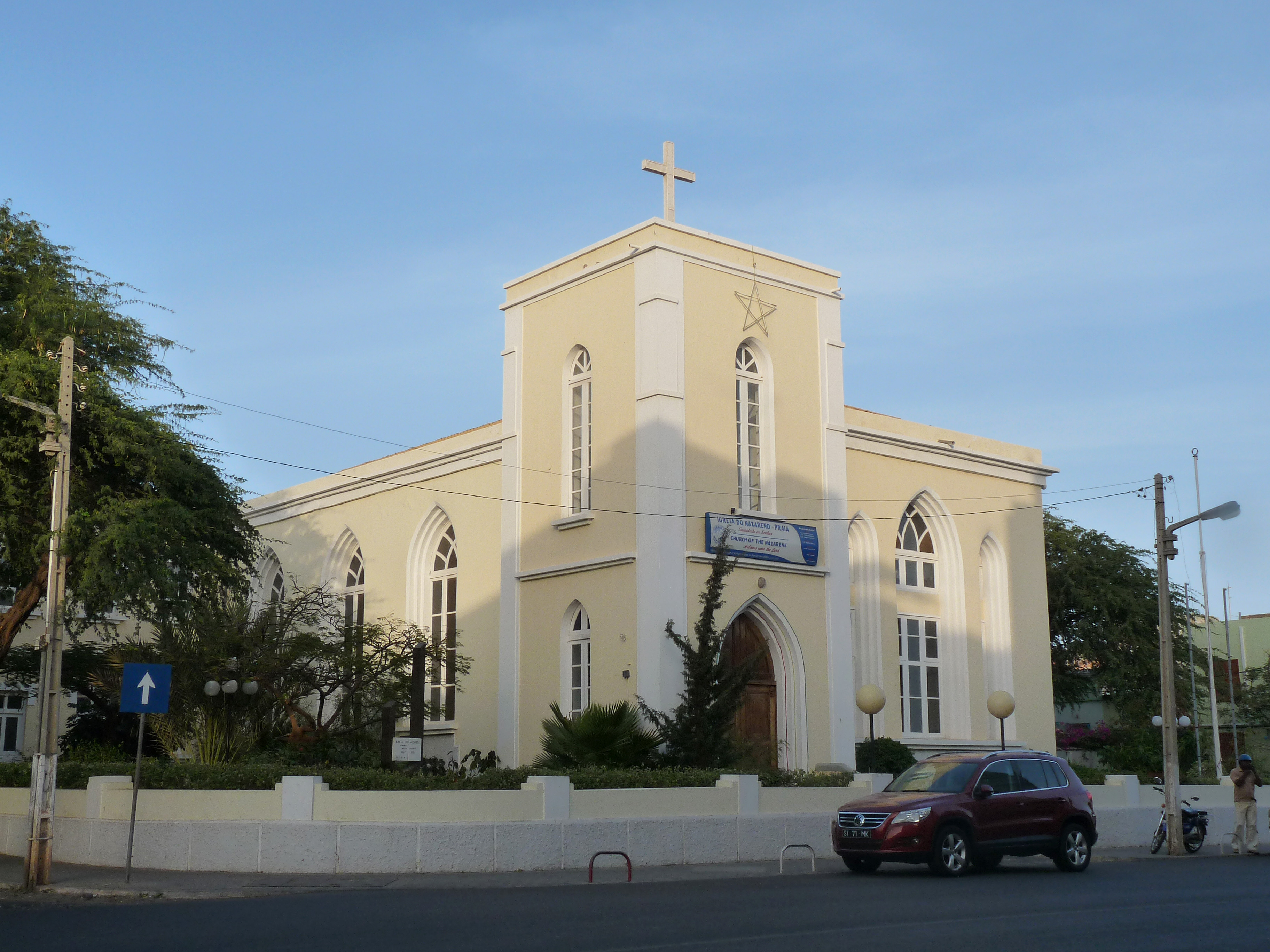
Igreja do Nazareno
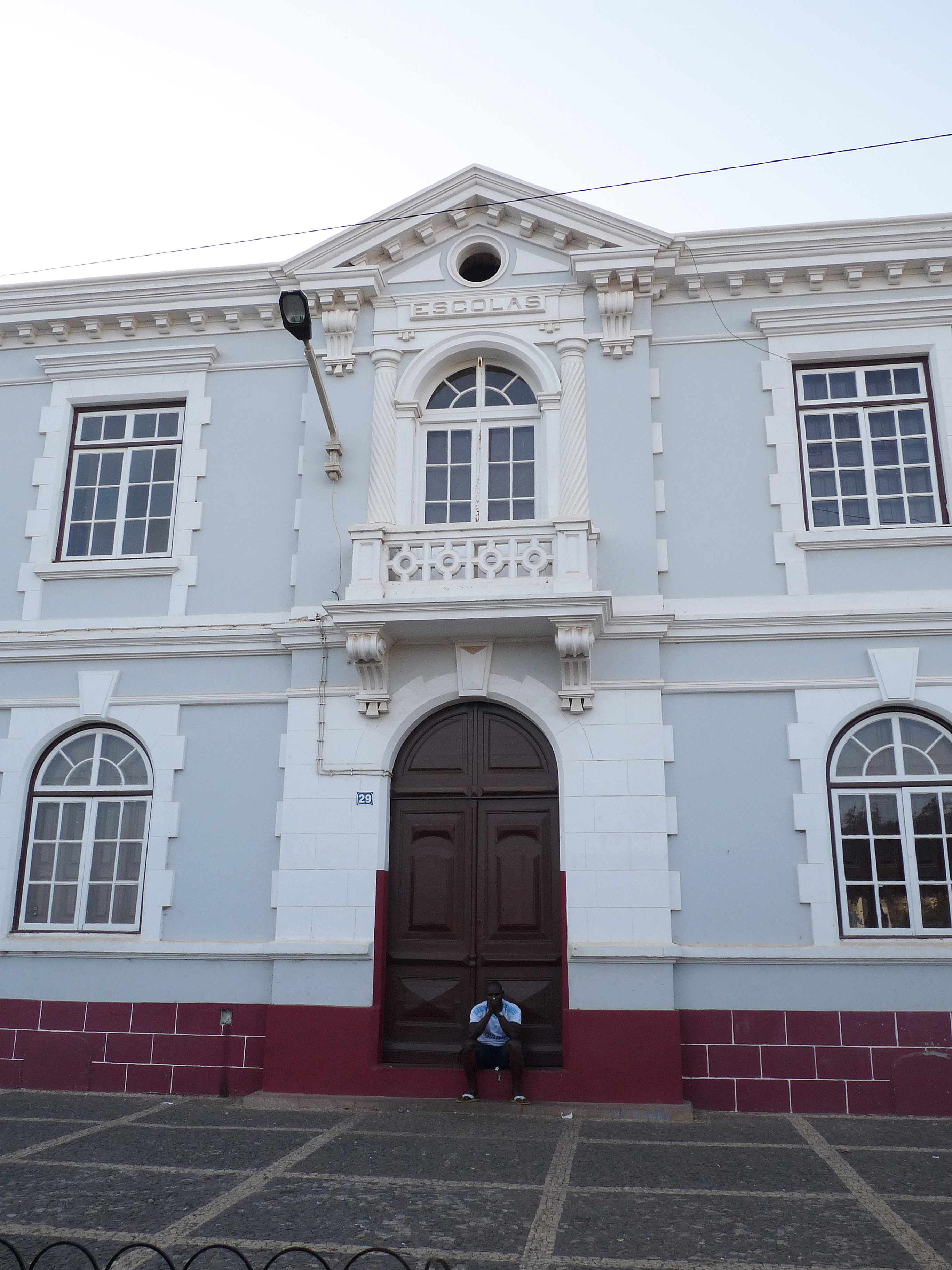
Escola Grande
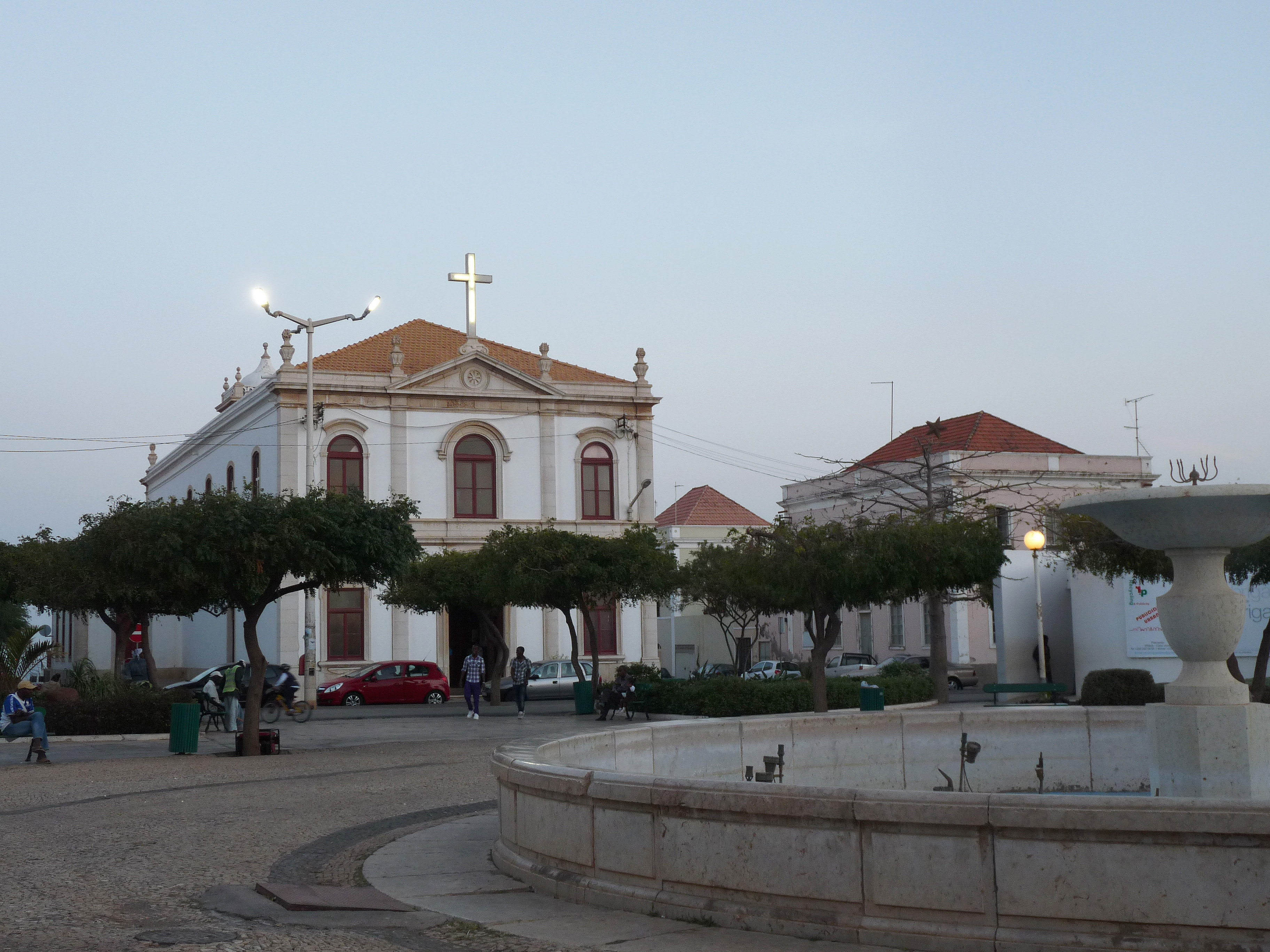
Notre-Dame-de-Grâce
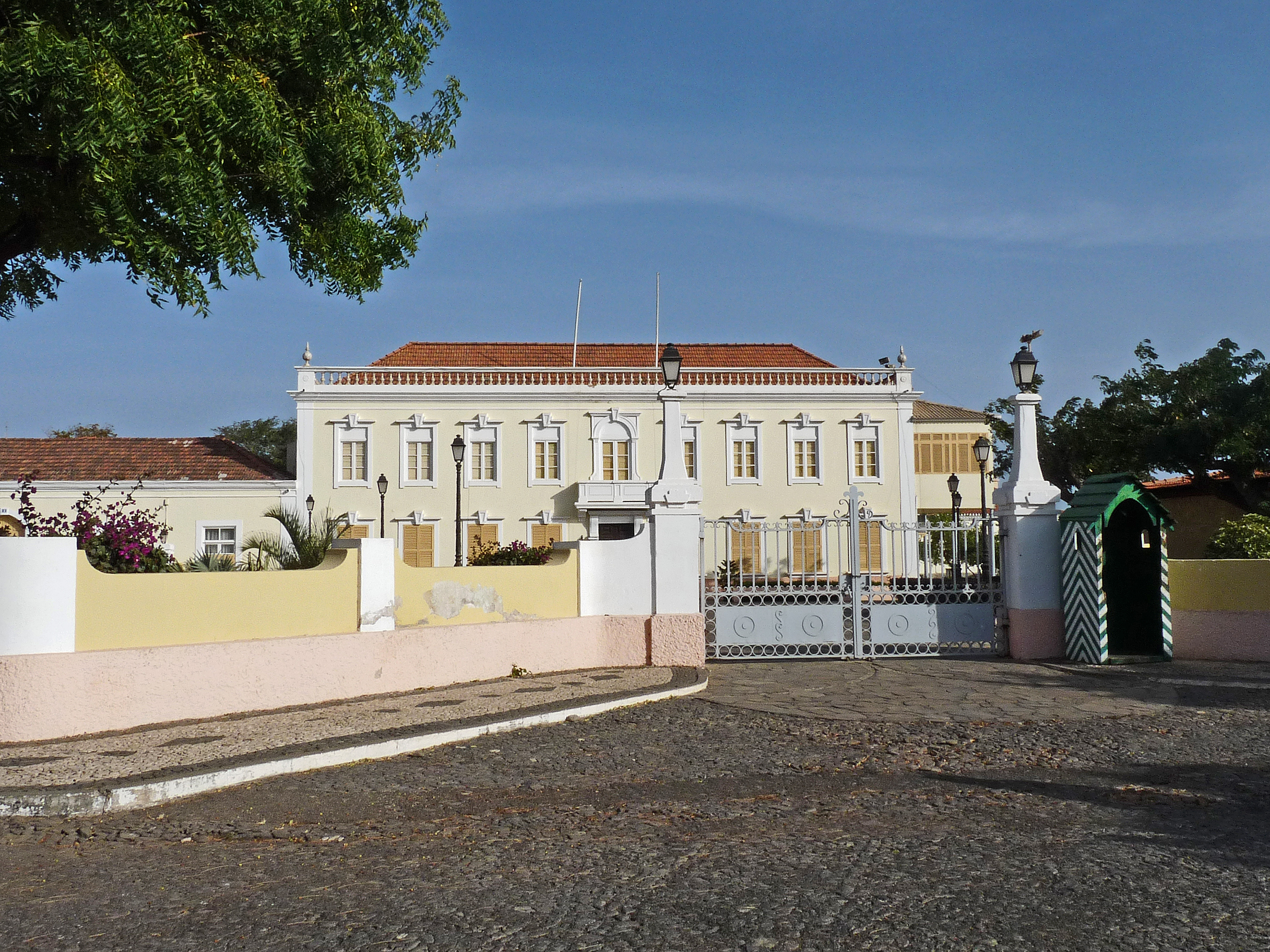
Palais présidentiel